# Мар’їно (Юхновський район)
Мар’їно (рос. Марьино) — присілок в Юхновському районі Калузької області Російської Федерації.
Населення становить 12 осіб. Входить до складу муніципального утворення Присілок Риляки.

## Історія
Від 2004 року входить до складу муніципального утворення Присілок Риляки

## Населення
| 2002 | 2010 |
| ---- | ---- |
| 7    | ↗12  |